# Josly Piette
Josly Piette, né le 5 octobre 1943 à Glons, est un ancien syndicaliste et homme politique belge, membre du cdH.

## Biographie
Josly Piette est le bourgmestre cdH de Bassenge de 2006 à 2018, un mandat obtenu lors des élections communales de 2006.
Avant d’entrer en politique, il œuvre 28 ans au sein de la CSC. Il en est le secrétaire général de 1992 au 31 décembre 2005 où il remplace Robert D'Hondt. 
Après la fin de son engagement syndical, il est nommé en décembre 2007 ministre de l’Emploi et du Travail au sein du gouvernement Verhofstadt III. Un mandat qui se termine le 21 mars 2008, avec la mise en place du gouvernement Leterme I.
En 2009, il devient aussi président du comité de gestion de l’ONSS.